# Бранибор

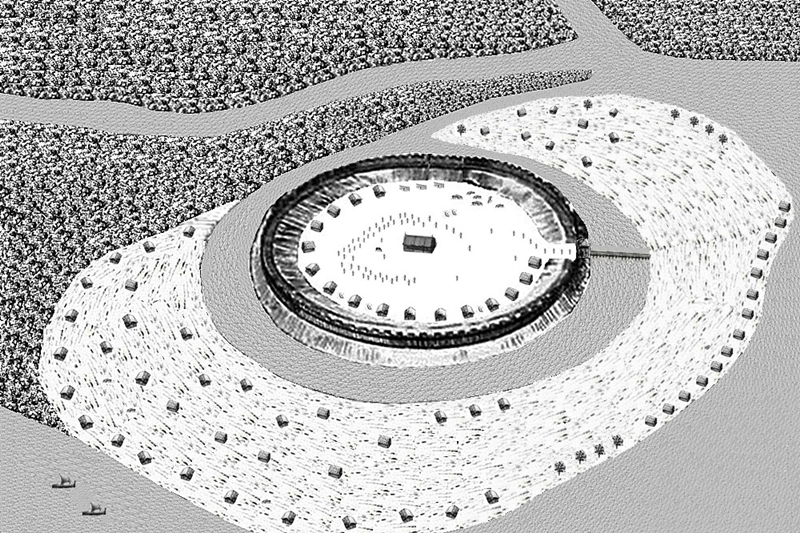
Реконструкция крепости Бранденбург

Бранибор (в.-луж. Branibor, пол. Branibór, н.-луж. Braniboŕ pśi Habołu) иначе Бренна (пол. Brenna) или крепость Бра́нденбург (нем. Burg Brandenburg) — несохранившийся славянский город-крепость на Соборном острове в современном городе Бранденбурге. Бранибор был центром славянского племени стодорян (гавелян), входивших в племенной союз лютичей.

## Этимология

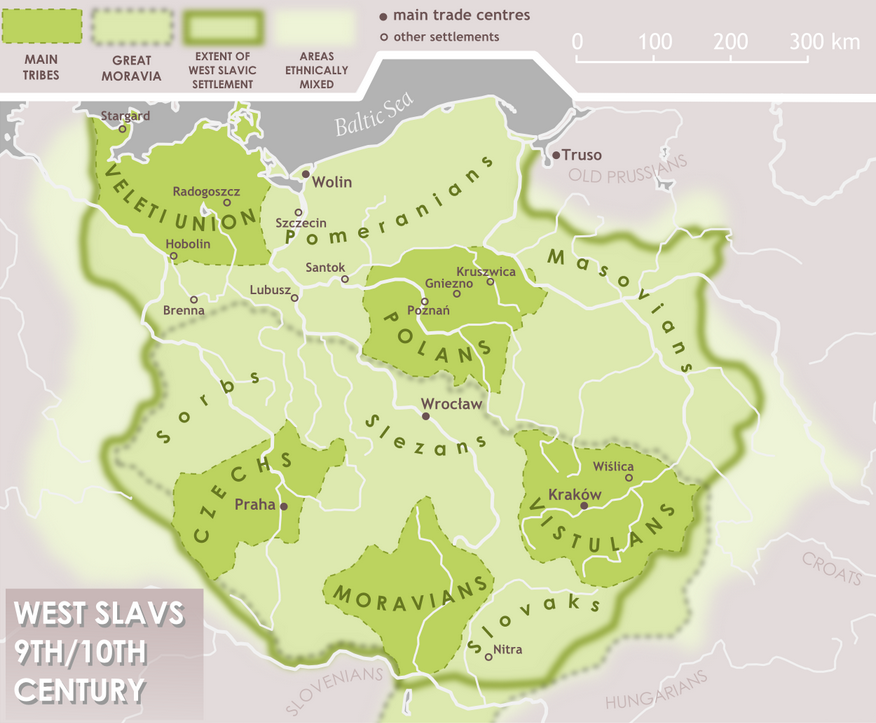
Западно-славянские племена в IX—X веках. Город на карте обозначен как Бренна (Brenna)

Бранибор производят от славянского «Бранный Бор». В ряде славянских языков (верхнелужицком, нижнелужицком, чешском) оно сохранилось. В ряде иных (например польский) эволюционировало в схожие. В немецком языке при освоении Священной Римской империей этой территории название превратилось в Бранденбург.

## История

### Первое подчинение Бранибора
Впервые Бранибор упоминается в конце 928 или начале 929 года хронистом Видукиндом Корвейским, сообщившим в своих «Деяниях саксов», как король Генрих Птицелов во время покорения полабских славян захватил эту крепость «с помощью голода, оружия, холода».
Сын правителя Бранибора Баклабича Тугумир крестился и стал вассалом германского короля.

Бранибор на славяно-немецком пограничье. 1100 год

Во время славянского восстания 936—940 годов против Геро Тугумир поддержал маркграфа. А племянника, сочувствовавшего восставшим, пленил и убил. Эти действия привели к разгрому восстания.
В 948 году крепость упомянута как Бренданбург.

### Между империей и Польшей
Во время славянского восстания 983 года Бранибор вместе с другими землями стодорян вновь обрёл свободу от империи, став частью лютического союза племён.
Собрав большое войско и получив подмогу от Мешко Польского, Оттон III в 991 году осадил и взял Бранибор. Но некий сакс Кицо сначала передал этот город славянам и стал совершать набеги на империю В 992 году Оттон III вместе с Генрихом Баварским и Болеславом Чешским вновь осадил город, но потерпел неудачу и заключил со славянами мир. В 993 году сакс Кицо перешёл на сторону в этот раз императора, сдав ему Бранибор. Лютичи пытались отбить город осадой, но после подошедших из Магдебурга отрядов (во главе с Экхардом I, маркграфом Мейсена, Лотарем Вальбеком, маркграфом Саксонской марки и другими) вынуждены были отступить.
В 994 году лютичи вернули город.
В 1101 году немцы Удо Штаде после четырёхмесячной осады вновь завладели Бранибором, взяв под контроль долину Гавелы.
В 1105 году племена брежан и стодорян подняли восстание, но Генрих Бодричский вместе с нордальбингами их разбил. Брежане и стодоряне покорились Генриху, а глиняне — его сыну Мстивою.

### Славянская и христианская веры
В 948 или 949 году основано Бранденбургское епископство.
Строение в романском стиле, предшественник современного собора, было разрушено во время славянского восстания 983 года. Жители города вернулись к почитанию славянских богов. За что в христианских хрониках уничижительно именовались язычниками и идолопоклонниками. «Трактат Генриха Антверпенского о взятии города Бранденбурга» пишет о том, что в Браниборе жители почитали Триглава («Хроника епископства бранденбургского») — там была статуя бога (или богов) с тремя головами.
Это не мешало отдельным жителям города становиться христианами. Со временем христианство приняли и правители Бранибора. Исследователи считают, что Мейнфрид (конец XI/начало XII века) мог его принять. Преемник Мейнфрида Прибыслав также первоначально имел только славянское имя. Но после крещения, произошедшего в детстве (по мнению Грацианского) или зрелом возрасте («Хроника епископства бранденбургского»), он получил и христианское имя — Генрих.

### Бранибор превращается в Бранденбург
Прибыслав-Генрих, предпоследний славянский князь, владевший Бранибором, всячески стремился распространить христианство. «Хроника епископства бранденбургского» утверждает, что «король Бранденбурга», став христианином, сокрушил этот и другие идолы. Хроника датирует уничтожение Триглава в Браниборе примерно 1147 годом.
Прибыслав-Генрих активно сотрудничал с империей, распространяя христианство и выступая союзником империи (например, во время вендского крестового похода). За это его признали королём.
Прибыслав-Генрих умер в 1150 году. Немецкие хронисты утверждают, что Прибыслав, не имевший собственных наследников, отписал крепость Бранибор по династическому договору маркграфу Альбрехту Медведю. Притом истоки этого желания находят в начале 1130-х, когда правитель Бранибора в качестве подарка своему крестнику Оттону (сыну Альбрехта) выделил часть державы — область Зухию.

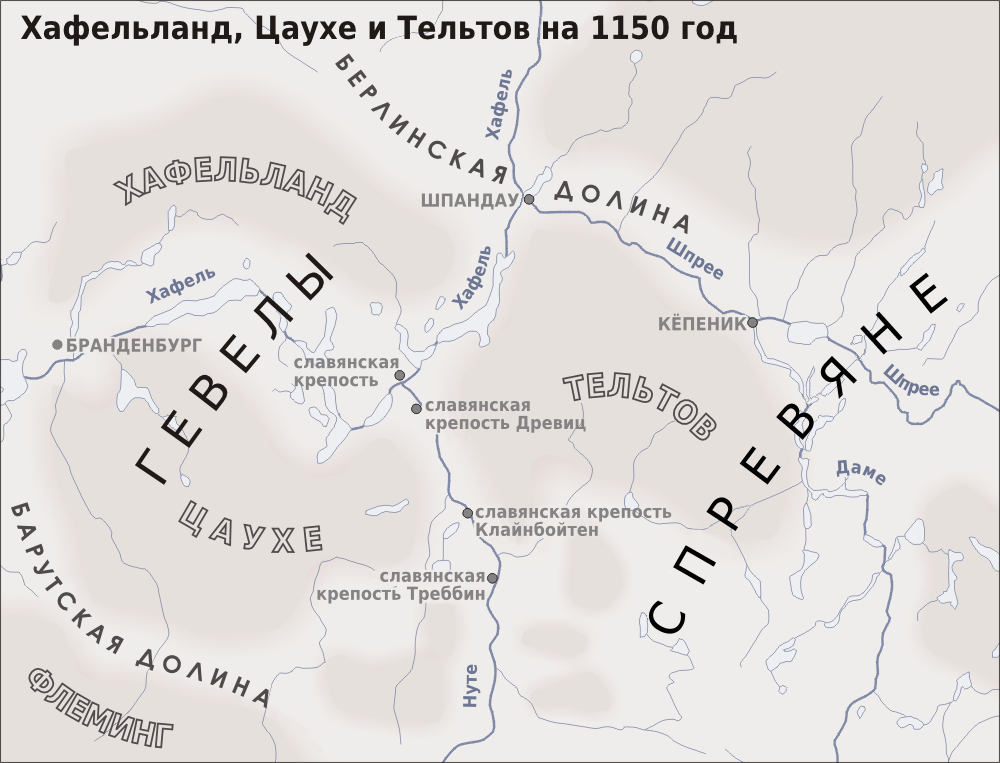
Бранденбург и окрестности в 1150 году

Так, «Хроника князей Саксонии» утверждает, что когда Прибыслав умер, его жена Петрисса три дня скрывала его смерть и не хоронила мужа, дожидаясь, когда прибудет с сильным войском Альбрехт Медведь. Немецкие хронисты пишут, что Петрисса выполняла желание и волю Прибыслава-Генриха:

Когда он, удручённый старостью, начал уже дряхлеть, то честно увещевал свою жену о том, что обещал после своей смерти город Бранденбург маркграфу Адальберту.— «Трактат Генриха Антверпенского о взятии города Бранденбурга»
 Грацианский ставил под сомнения эти утверждения «сочинённые хронистами».
Чтобы упрочить своё положение в Браниборе, Альбрехт Медведь устроил Прибыславу-Генриху пышные похороны, но изгнал из города ряд жителей. Альбрехт обвинял их «в преступном языческом разбое» и «мерзостях идолопоклонства». Грацианский считает, что под этим предлогом были изгнаны многие влиятельные жители И хотя Альбрехт оставил в Браниборе смешанный германо-славянский гарнизон, недовольство населения было велико.
В 1155 году немецкий отряд во главе с графом Конрадом Плоцковским попал в засаду и был уничтожен славянами.
В этом же году из Польши в Бранибор прибыл родственник умершего Прибыслава — Якса. Когда Якса явился к Бранибору, он занял город. «Хроника князей саксонских» и «Трактат Генриха Антверпенского…» объясняют это большим войском Яксы и подкупом стражей, охранявших ворота. Грацианский утверждал, что гарнизон, «состоявший частью из славян, не стал защищать город».
Лишь в 1157 году Альбрехту Медведю удалось отбить назад Бранибор. Войска асканийского правителя Альбрехта Медведя отвоевали крепость в результате тяжёлых боёв 11 июня 1157 года и вынудили князя Яксу бежать. Этот день у немцев ассоциируется с рождением Бранденбургской марки. Аскании недолго оставались в крепости, возвели собственный двор у южного края нового города Бранденбурга, на территории современного доминиканского монастыря Святого Павла. В 1165 году на фундаменте крепости началось возведение собора Святых Петра и Павла.